# St. Stephani (Heudeber)

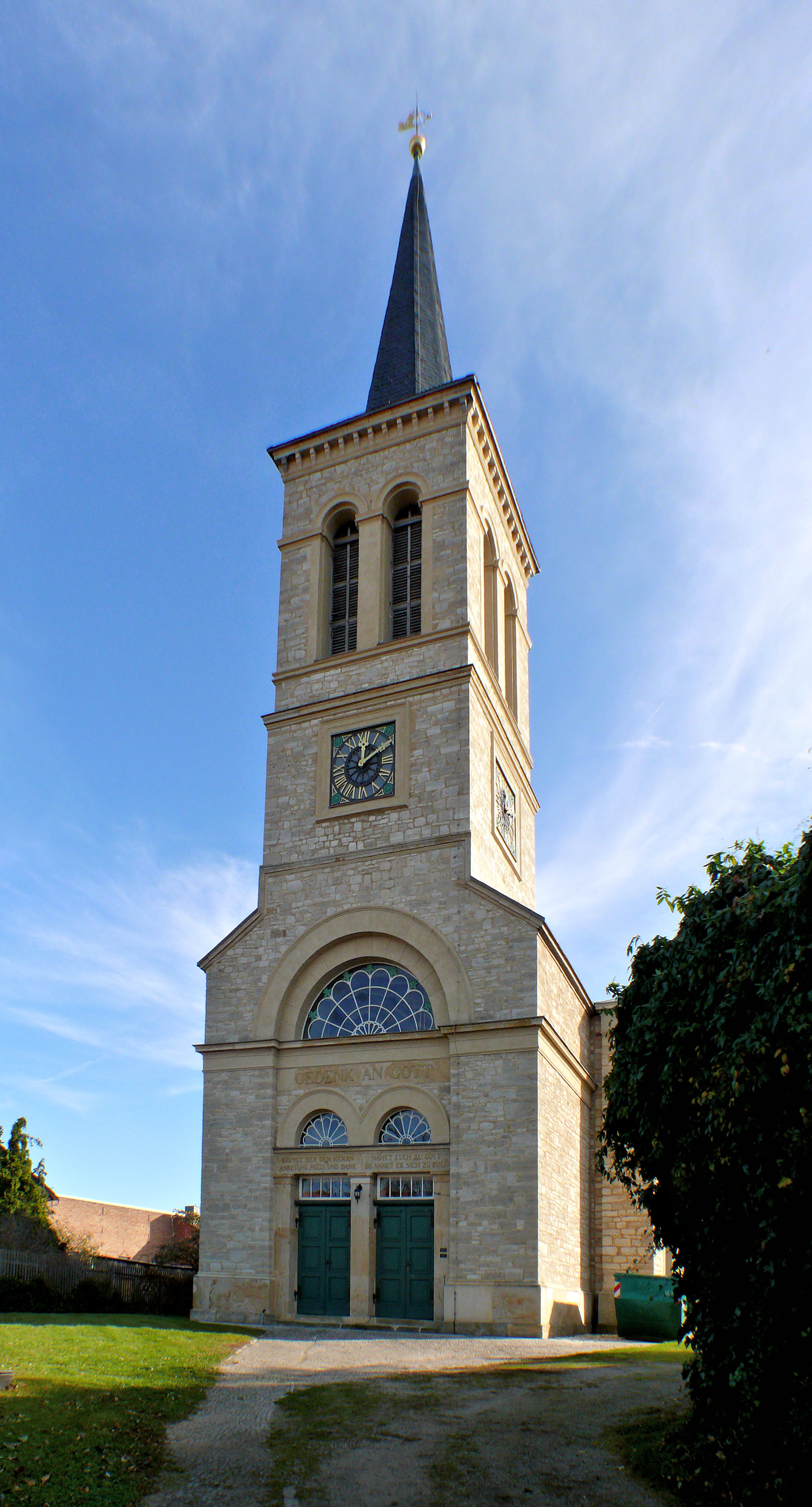
Die St.-Stephani-Kirche in Heudeber.

Die Kirche St. Stephani ist eine ab 1833 nach dem Entwurf Schinkels erbaute Kirche in Heudeber. Sie gehört zum Pfarrbereich Wasserleben im Kirchenkreis Halberstadt der Evangelischen Kirche in Mitteldeutschland und steht als Baudenkmal mit der Erfassungsnummer 094 00848 unter Denkmalschutz.

## Geschichte
An der Stelle der Kirche befand sich ursprünglich eine barocke Kirche. 1833 begann die Gemeinde einen Kirchenneubau zu planen. Als Vorbild diente die von Karl Friedrich Schinkel entworfene Normalkirche. Nachdem König Friedrich Wilhelm III. seine Zustimmung erteilt hatte, begannen die Bauarbeiten 1834. Sie waren schließlich 1843 abgeschlossen.
Nach 1945 wurde die Kirche nicht grundlegend instand gesetzt. Damals traten große, überwiegend verwitterungsbedingte, Schäden am Kirchenbau auf. Durch eindringendes Regenwasser wurde große Teile des Tonnengewölbes beschädigt. 1989 wurde ein Verein zur Rettung der Kirche gegründet. Daraufhin wurde die Kirche restauriert, wobei der Turm wieder eine Schiefereindeckung erhielt. Auch das Tonnengewölbe im Innenraum wurde wieder hergestellt.

## Beschreibung
Die Kirche aus Bruchstein ist ein langgestreckter Bau mit drei Achsen. Das Kirchenschiff ist mit einem Satteldach gedeckt. Der Innenraum der Kirche ist mit einer an drei Seiten verlaufenden Empore ausgestattet. Das Mittelschiff ist wie die meisten Normalkirchen Schinkels mit einem Tonnengewölbe ausgestattet. Der Turm der Kirche trägt im Gegensatz zum Normalkirchenentwurf Schinkels einen hohen Steilhelm.